# Eggert Christian von Petersdorff
Eggert Christian von Petersdorff (* 13. März 1707 in Buddendorf in Pommern; † 2. Juni 1783 in Minden) war ein preußischer Generalleutnant und Chef des Infanterieregiments „von Mosel“ Nr. 10.

## Leben

### Herkunft
Er war der Sohn von Melchior Christian von Petersdorff (* 8. November 1666 in Buddendorf; † 16. Januar 1732 ebenda) und einer von Flemming, Tochter des  Rittmeisters Joachim Hennig von Flemming aus dem Haus Dresow. Sein Vater war Erbherr auf Buddendorf und Puddenzig sowie kurbrandenburgischer Leutnant.

### Militärkarriere
1720 wurde Petersdorff Page bei Königin Sophia Dorothea. Im März des Folgejahres trat er in das Berliner Kadettenhaus und wurde anschließend am 7. November 1724 als Gefreiterkorporal im Infanterieregiment „Graf Finckenstein“ angestellt. Dort wurde Petersdorff im Juli 1728 Fähnrich und nahm 1734/35 am Feldzug am Rhein zunächst als Sekondeleutnant und später als Premierleutnant teil.
Während des Schlesischen Krieges kämpfte er in Chotusitz, Hohenfriedberg, Soor, Kay und Zorndorf. In Jägersdorf wurde ihm das Pferd erschossen, zudem wurde er von zwei Kugeln getroffen, die aber schon viel Wucht verloren hatten. Bei Kunersdorf erhielt er einen Schuss ins Bein und in den Arm. Im Jahr 1743 wurde er Stabskapitän und 1744 Kapitän. Mit Beginn des Siebenjährigen Krieges 1756 wurde Petersdorff Major und kommandierte ein Grenadierbataillon, das aus den Grenadierkompanien der Regimenter „von Lehwald“ und „von Below“ zusammengestellt wurde.
Im April 1759 stieg Petersdorff zum Kommandeur des Infanterieregiments „von Lehwald“ auf. 1761 erfolgte die Beförderung zum Oberstleutnant und nach dem Ende des Krieges 1764 zum Oberst. Schließlich wurde Petersdorff am 19. Januar 1768 zum Chef des Infanterieregiments „von Mosel“ ernannt und in dieser Stellung am 23. Mai 1770 zum Generalmajor befördert. Im Juli 1774 bezog sein Regiment Bielefeld als neue Garnison. 1781 musste er auf Weisung von König Friedrich II. das Regiment an Sylvius Ferdinand von Stwolinsky abgeben und sollte dafür Kommandant von Kolberg werden. Dieses Kommando konnte Petersdorff jedoch krankheitsbedingt nicht antreten. Daraufhin wurde er unter Beförderung zum Generalleutnant am 10. August 1781 mit einer Pension von 1500 Talern aus dem Dienst verabschiedet.
Er verstarb zwei Jahre später unverheiratet in Minden.